# Język tagish
Język tagish – wymarły język z grupy atapaskańskiej używany w Jukonie w Kanadzie. Jest blisko spokrewniony z językiem kaska i tahltan.
Pozostawał w szerszym użyciu do połowy XIX w. W 2001 r. miał dwóch użytkowników (jedna osoba w podeszłym wieku i jedna osoba mająca ograniczoną znajomość tagish). Lucy Wren, ostatnia osoba biegle posługująca się tym językiem, zmarła w 2008 r.
Społeczność używa języków tlingit i angielskiego.